# Saint-Clément, Yonne
Saint-Clément är en kommun i departementet Yonne i regionen Bourgogne-Franche-Comté i norra Frankrike. Kommunen ligger i kantonen Sens-Nord-Est som tillhör arrondissementet Sens. År 2022 hade Saint-Clément 2 813 invånare.

## Befolkningsutveckling
Antalet invånare i kommunen Saint-Clément
| Referens: INSEE |